# Zohra Begum Kazi
 (juillet 2024).
Pour les articles homonymes, voir Kazi.
Dr Zohra Begum Kazi (1912-2007) est la première médecin bengalie. Elle est favorable au nationalisme bangladais.